# Kommersant
El Kommersant (en rus Коммерсантъ) és un diari rus amb una línia editorial orientada a la política i l'economia, fundat el 1909-1910.
Des de la seva creació, la línia editorial del diari va mostrar la seva xenofília —el mateix nom Kommersant «L'empresari» és un préstec lingüístic, oposat a la paraula original russa Kupec—, motiu pel qual va ser clausurat pels bolxevics l'any 1917. El 1989, en el transcurs de la dissolució de la Unió Soviètica, va ser reviscut per Vladímir Iàkovlev amb un número pilot i va començar a sortir setmanalment el 8 de gener de l'any següent, el 1990. El 1997 va ser comprat pel milionari Borís Berezovski qui, l'any 2006, el va vendre al magnat de la metal·lúrgia vinculat a Gazprom i antic accionista de l'Arsenal Football Club, Alixer Usmanov.